# Serge Morand (bande dessinée)
Serge Morand est une série de bande dessinée policière écrite par le Belge André-Paul Duchâteau et dessinée par le Français Patrice Sanahujas. Ses quatre albums ont été édités par Glénat entre 1984 et 1987, après pré-publication dans le mensuel Circus.
Serge Morand est un détective rémois qui utilise son savoir-faire d'ancien mercenaire pour résoudre diverses enquêtes le mettant aux prises à des adversaires particulièrement torturés.

## Publications

### Revues
- Serge Morand, dans Circus[2] :

60-65. Plutonium, 1983.
77-82. Opéra noir, 1984.
91-97. Lady Rock, 1985-1986.
101-107. Le Banquet des loups, 1986-1987.

### Albums
- Serge Morand, Glénat :

1. Plutonium, 1984  (ISBN 2-7234-0418-8).
2. Opéra noir, 1985  (ISBN 2-7234-0528-1).
3. Lady Rock, 1986  (ISBN 2-7234-0638-5).
4. Le Banquet des loups, 1987  (ISBN 2-7234-0638-5).

- Opéra noir, Glénat, coll. « Bulle noire », 2002  (ISBN 2-7234-4020-6).